# TV Globo

Roberto Marinho (1904–2003), Gründer der Rede Globo, Ikone der Medienkonzentration in Brasilien

TV Globo (deutsch: TV Globus) ist das größte brasilianische und lateinamerikanische TV-Netzwerk, das zur Mediengruppe Grupo Globo gehört. 2012 war es der zweitgrößte kommerzielle Fernsehsender der Welt. Dessen politischer Einfluss ist seit Jahrzehnten vielfacher starker Kritik ausgesetzt.

## Historie
Rede Globo ist Teil des privaten Firmenkonglomerates Grupo Globo, (früher Organizações Globo) das seine Ursprünge in der 1911 von Irineu Marinho in Rio de Janeiro gegründeten Zeitung A Noite hat. Der Name geht auf die 1925 von Marinho gegründete Zeitung O Globo (deutsch Der Globus) zurück.
Anfang der 1960er Jahre begann für den Konzern die Eroberung des Fernsehmarktes. In 1962 stellte der US-Medienkonzern Time-Life Rede Globo Risikokapital, Technik und sogar Verwaltungspersonal für den Aufbau bereit. Während der Militärdiktatur ratifizierten die Regierungen von Humberto Castelo Branco (1964–1967) und von Artur da Costa e Silva (1967–1969) die Verträge zwischen den beiden Konzernen, obwohl sie gegen die verfassungsrechtlichen Bestimmungen verstießen, die im Código Brasileiro de Telecomunicações verankert waren.
Die Rede Globo war 1965 von Roberto Marinho, Sohn des Firmengründers, aufgestellt. Im selben Jahr übersiedelte Joseph „Joe“ Wallach nach Brasilien, um das Time-Life-Joint-Venture zu beaufsichtigen. In den 1970er Jahren war er Geschäftsführer des Senders und hat erst 1980 Globo verlassen.
1969 wurde mit der Ausweitung des Sendebereichs über ganz Brasilien mittels an ihr Netz angeschlossener Sendestationen begonnen. Dies war auch das Jahr, in dem zum ersten Mal die Hauptnachrichtensendung Jornal Nacional im ganzen Land empfangen werden konnte. Sie wird noch heute ausgestrahlt und hat die allerhöchsten Einschaltquoten.
Seit dem Ableben von Roberto Marinho 2003 stehen dessen Söhne Roberto Irineu Marinho und João Roberto Marinho an der Spitze des Konzerns mit rund 15.000 Beschäftigten.
Der Fernsehsender startete sein Programm am 26. April 1965 in Rio de Janeiro. Dort werden auch heute noch in der Central Globo de Produção (Globo-Produktionszentrale oder kurz „Projac“, von Projeto Jacarepaguá) in Jacarepaguá im Westen der Stadt die meisten Programme produziert. TV Globo dominiert die Nachrichtenberichterstattung und ist bekannt für seine Telenovelas und Sportübertragungen. Der Sender besaß die Internet-Übertragungsrechte für die Fußball-Weltmeisterschaft 2006 in Deutschland.
1991 wurde durch das Familienunternehmen TV Globo das Kabelfernsehunternehmen Net Serviços de Comunicação gestartet. Im März 2005 übernahm das Unternehmen Embratel, ein Tochterunternehmen des mexikanischen Unternehmens Telmex, die Kontrollmehrheit an Net Serviços de Comunicação.
Das gegenwärtige Logo und Markendesign von Rede Globo wurde von dem österreichischstämmigen Designer Hans Donner gestaltet.

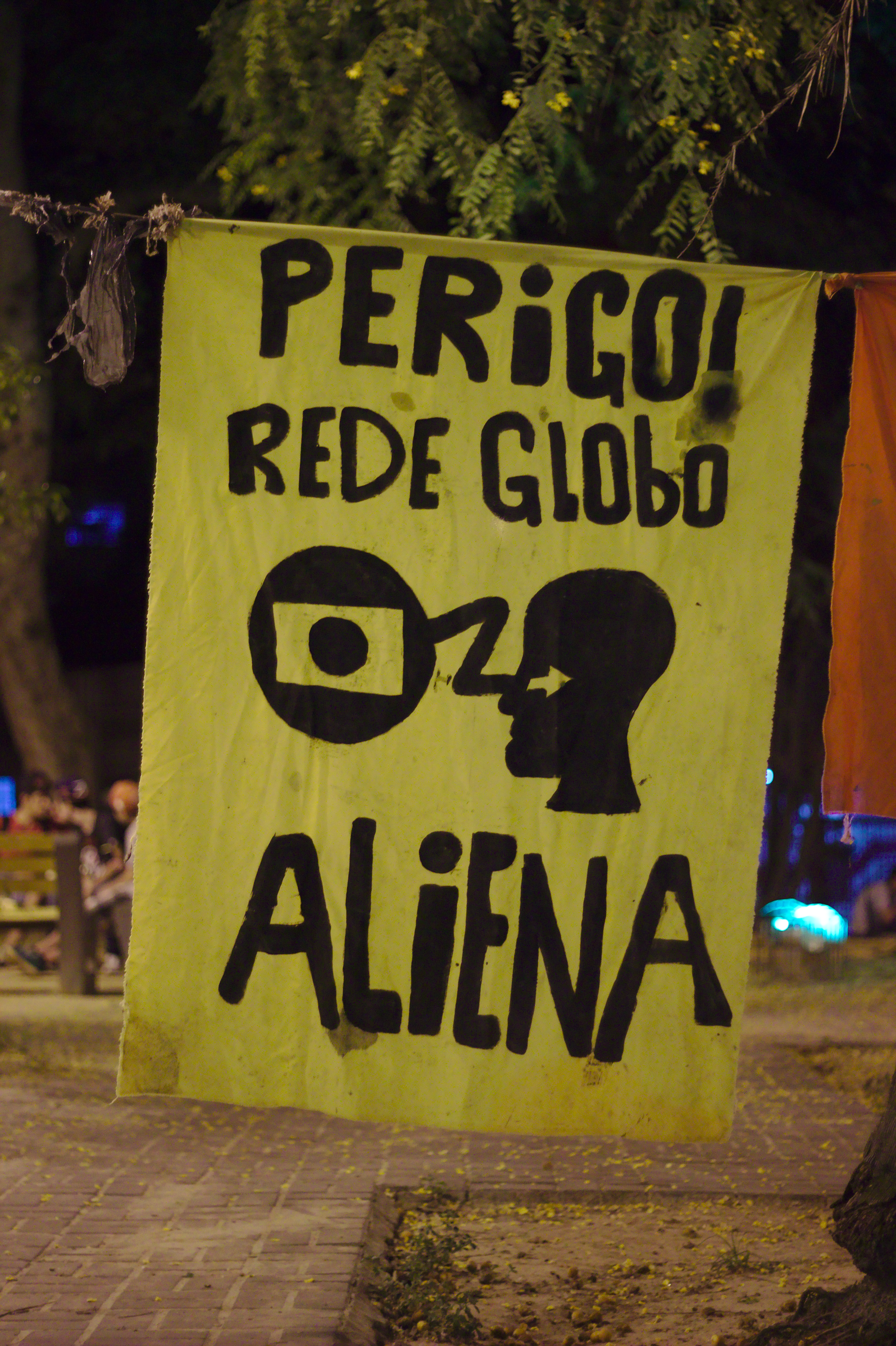
Banner während der Proteste 2014 in Brasilien: Perigo! Rede Globo aliena (dt. Gefahr! Netzwerk Globo entfremdet).

Boris Herrmann schrieb 2015 über den Fernsehsender: „Wenn man den Tag mit einer Stunde TV Globo beginnt, dann muss man davon ausgehen, dass Brasilien ein Land ist, in dem es nichts als überfüllte Straßen, fiese Verbrecher und drohende Regenschauer gibt. [...] Nahezu alles, [...] was TV Globo in seiner wichtigsten Nachrichtensendung Jornal Nacional um 20.30 Uhr bringt, lässt sich so zusammenfassen: Brasilien steckt in seiner schlimmsten Krise und die linksgerichtete Regierung von Dilma Rousseff ist an allem schuld.“

## Bücher
- Daniel Herz: A História Secreta da Rede Globo. Porto Alegre: Tchê!, 1983/ Dom Quixote, 2010.
- César Cruz Brittos, Valério Ricardo Siqueira Bolaño: Rede Globo: 40 anos de hegemonia e poder. São Paulo: Paulus, 2005.
- Joe Wallach: Meu Capítulo na TV Globo. Rio de Janeiro: Topbooks, 2011.

## Dokumentarfilm
- Beyond Citizen Kane (in Brasilien: Muito Além do Cidadão Kane) – 1993, britischer Dokumentarfilm, Regie von Simon Hartog, produziert von John Ellis, Erstausstrahlung auf Channel 4.[6][7]